# 乳壳衣科
乳壳衣科（学名：Mastodiaceae）为子囊菌门的一科真菌。未指定目。未指定纲。

## 下属分类
- 乳壳衣属 Mastodia
- Turgidosculum